# Accumulation annuelle de neige
Cet article court présente un sujet plus développé dans : Manteau neigeux.
L’accumulation annuelle de neige est la quantité exprimée en équivalent eau, de la neige accumulée en une année.